# 87 (szám)
A 87 (római számmal: LXXXVII) a 86 és 88 között található természetes szám.

## A szám a matematikában
A tízes számrendszerbeli 87-es a kettes számrendszerben 1010111, a nyolcas számrendszerben 127, a tizenhatos számrendszerben 57 alakban írható fel.
A 87 páratlan szám, összetett szám, azon belül félprím, kanonikus alakban a 31 · 291 szorzattal, normálalakban a 8,7 · 101 szorzattal írható fel. Négy osztója van a természetes számok halmazán, ezek növekvő sorrendben: 1, 3, 29 és 87.
A 87 az első 10 pozitív egész osztóösszegeinek az összegével egyenlő.
A 87 öt szám valódiosztóösszeg-függvényeként áll elő, ezek a 105, 249, 553, 949 és 1273.
A 87 négyzete 7569, köbe 658 503, négyzetgyöke 9,32738, köbgyöke 4,43105, reciproka 0,011494. A 87 egység sugarú kör kerülete 546,63712 egység, területe 23 778,7148 területegység; a 87 egység sugarú gömb térfogata 2 758 330,916 térfogategység.
A 87 helyen az Euler-függvény helyettesítési értéke 56, a Möbius-függvényé 1, a Mertens-függvényé −1.

## A szám mint sorszám, jelzés
A periódusos rendszer 87. eleme a francium.